# Ospizio Orseolo
L'ospizio Orseolo era un edificio fatto costruire dal doge Pietro I Orseolo alla base del campanile di piazza San Marco a Venezia tra il 976 e il 978.

## Dalla costruzione alla prima demolizione
L'ospizio venne costruito sotto il dogado di Pietro I Orseolo tra il 976 ed il 978 che ne finanziò, oltre che la costruzione, anche il mantenimento. 
L'ospizio avrebbe ospitato pellegrini malati e bisognosi venuti a venerare le reliquie del santo protettore della città.
La struttura originale venne ampliata la prima volta tra il 1253 e il 1268 su ordine della dogaressa Loicia da Prata, consorte del doge Renier Zen e successivamente, verso il 1300, dal Priore Zuane di San Lunardo. In essa, a seguito delle ristrutturazioni, sarebbero state alloggiate 54 povere donne.
Nel 1581 l'istituto venne trasferito in alcuni locali in campo San Gallo e nel 1582 l'edificio venne completamente demolito per permettere la costruzione delle Procuratie Nuove ad opera di Vincenzo Scamozzi.

## Dallo spostamento in campo San Gallo alla scomparsa
A seguito dell'abbattimento della struttura originale, l'istituto subì un forte ridimensionamento riducendosi a cinque casette per altrettante povere donne ed una quale abitazione del Priore.
Nel 1869 venne decisa l'apertura di un approdo per le gondole in prossimità di piazza San Marco e l'ospizio dovette cedere una parte degli alloggi alla Società per l'aerazione delle Calli, mentre più tardi l'albergo "Al Cavalletto" acquisì le rimanenti demolendole immediatamente per ampliare l'albergo.
L'ospizio pertanto scomparve lasciando al nuovo bacino per l'ormeggio delle gondole il proprio nome.
Alcune tracce dell'antico ospizio Orseolo vennero ritrovate nel 2012 a seguito dei lavori di consolidamento del campanile di piazza San Marco.